# Guvernul Alexandru Vaida-Voievod (3)
Guvernul Alexandru Vaida Voievod (3) a fost un consiliu de miniștri care a guvernat România în perioada 11 august - 19 octombrie 1932.

## Componența
- Președintele Consiliului de Miniștri

Alexandru Vaida-Voievod (11 august - 19 octombrie 1932)
- Ministru de interne

Ion Mihalache (11 august - 19 octombrie 1932)
- Ministrul de externe

Alexandru Vaida-Voievod (11 august - 19 octombrie 1932)
- Ministrul finanțelor

George G. Mironescu (11 august - 19 octombrie 1932)
- Ministrul justiției

Mihai Popovici (11 august - 19 octombrie 1932)
- Ministrul instrucțiunii publice, cultelor și artelor

Dimitrie Gusti (11 august - 19 octombrie 1932)
- Ministrul apărării naționale

General Nicolae Samsonovici (11 august - 19 octombrie 1932)
- Ministrul agriculturii și domeniilor

Voicu Nițescu (11 august - 19 octombrie 1932)
- Ministrul industriei și comerțului

Virgil Madgearu (11 august - 19 octombrie 1932)
- Ministrul muncii, sănătății și ocrotirii sociale

D. R. Ioanițescu (11 august - 19 octombrie 1932)
- Ministrul lucrărilor publice și comunicațiilor

Eduart Mirto (11 august - 19 octombrie 1932)
- Ministru de stat

Emil Hațieganu (11 august - 19 octombrie 1932)

## Sursa
- Stelian Neagoe - "Istoria guvernelor României de la începuturi - 1859 până în zilele noastre - 1995" (Ed. Machiavelli, București, 1995)

| Precedat(ă) de: Guvernul Alexandru Vaida-Voievod (2) | Guvernul Alexandru Vaida-Voievod (3) 11 august - 19 octombrie 1932 | Succedat(ă) de: Guvernul Iuliu Maniu (3) |